# 张三丰
張三丰，本名全一，字君寶，號三丰，遼西懿州人（一說福建省邵武人），為宋末元初至明初著名道士，活躍於14世紀。其生平事蹟因史料記載不一而存在多種說法，主要見載於《明史·方伎傳》及地方志書。
據武當山道教傳統記載，張三丰曾於湖北均縣武當山修道，並奉玄天上帝為主神。此外，武當派武術各分支流派相傳其為武當派武術的開山祖師，並與太極拳的發展有密切關聯。然而，其武學貢獻的具體細節因缺乏早期可靠文獻而存有爭議。
張三丰的籍貫歷來有多種說法，除遼東懿州外，福建邵武近年因發現家譜及地方志記載而被部分學者視為可能的出生地。其名號繁多，包括「全一」、「君寶」、「玄玄」等，而「三丰」之號相傳源自其遊歷寶雞時見三山峰挺秀有感而取。由於「丰」字與「豐」的簡體字同形，現代文獻中常見誤寫為「張三豐」。

## 生平
按《明史·方伎传》记载，张三丰曾在武当山结庐而居，后来在宝鸡死而复活，还和明朝蜀献王见过面。明太祖、明成祖派人到处寻找张三丰但都没有找到。后来明英宗给他赠了个“通微显化真人”的封号。

## 主要思想
張三丰抱持三教合一思想，學貫儒、釋、道三教， 更精研於理學。張三丰認為“道”為三教共同之源，道生天地萬物，含陰陽動靜之機，具造化玄微之妙，統無極，生太極，是萬物的根本、本始和主宰。
張三丰認為正邪之別比三教之分重要。他說，儒、佛、道都講道，它們的功用都是“修身利人”，“儒離此道不成儒，佛離此道不成佛，仙離此道不成仙”，儒家“行道濟時”，佛家“悟道覺世”，道家“藏道渡人”，同孔子一樣，老子所傳的也是“正心、修身、齊家、治國、平天下”的理論。儒家修養人道，仙家修煉仙道。張三丰以修人道為煉仙道的基礎，強調無論貴賤賢愚，老衰少壯，只要素行陰德，仁慈悲憫，忠孝信誠，全於人道，離仙道也就自然不遠了。他把道家的內煉思想同儒家的修正身心學說合在一起，說：“人能修正身心，則真精真神聚其中，大才大德出其中。”

## 著作
張三丰內丹著作甚丰，有《金丹要旨》、《金丹秘訣》、《金液還丹歌》、《無根樹二十四旨》、《地元真仙了道歌》等明代即已刊行。后有《張三丰先生全集》，共八卷。由清朝李西月编著，是明清道教隐仙派的作品汇集，主要章节有：《大道論》、《玄機直講》、《玄譚全集》、《玄要篇》、《無根樹詞》、《雲水前集》、《雲水後集》等。

## 榮譽
明英宗赐號“通微显化真人”；明宪宗特封“韬光尚志真仙”；明世宗赠为“清虚元妙真君”。

## 衍生教派
明時出現的道教派別多與張三丰有所聯繫，如：武當玄武派、千师仙道派、寶雞三丰派、武當三丰派、王屋山三丰派、三丰自然派、三丰蓬萊派、三丰日新派等相繼出現。
清道光年間，出現一位名叫李西月的人，自稱遇張三丰親授秘訣，講道納徒，活躍於四川樂山一帶，創立了當時最大的道派之一。
張三丰晚年把火龍真人隱仙派法脉传承，传予太和四仙中的杨善登，杨善登亦是千师仙道派的開山祖師，直到清末千师仙道派部分传承因为战乱丢失，幸好苏齐把民间道教混合进来，并易名千师仙馆，現时千师仙馆由千师三子发展到有五个分馆。

## 影视形象

### 劇集
- 寇恆祿：台灣華視《武當弟子》（1975年）
- 關海山：香港無綫電視《倚天屠龍記》（1978年）
- 万梓良：香港麗的電視《太極張三丰》、《遊俠張三丰》（1980年）
- 鄭平君：台灣台視《中國民間故事 ─ 武當奇俠（上）（下） 》（1980年）
- 古錚、高升：臺灣台視《倚天屠龍記》（1984年）
- 鮑方：香港無綫電視《倚天屠龍記》（1986年）
- 何家劲：台灣華視《少年张三丰》（1991年）
- 常枫：臺灣台視《倚天屠龍記》（1994年）
- 关礼杰：香港無綫電視《武当张三丰》（1996年）
- 周聰：香港無線電視《倚天屠龍記》（2000年電視劇）
- 刘长生：中國大陸海潤公司《三少爷的剑》（2001年）
- 张卫健：中國大陸亞環影音《少年张三丰》（2001年）
- 於文仲：中國大陸亞環影音《倚天屠龍記》（2003年）
- 焦恩俊：中國大陸電視劇《武当I》、《武当II》（2004年、2007年）
- 于承惠：中國大陸華誼兄弟、華夏視聽聯合出品《倚天屠龍記》（2009年）
- 王德順：中國大陸華夏視聽、企鵝影視聯合出品《倚天屠龍記》（2019年）

### 電影
- 張生：《倚天屠龍記》（1963年，1965年）（第一及第二集），香港粵語長片，峨嵋電影公司
- 石峰：《張三丰獨闖少林》（1976年），巫氏影業
- 李连杰：《太極張三丰》（1993年），正東製作有限公司
- 洪金寶：《倚天屠龍記之魔教教主》（1993年），香港永盛電影公司
- 刘屹宸：《張三丰之未世兇兵》（2017年），中國大陸東峰文化、奇樹有魚聯合出品
- 甄子丹：《倚天屠龍記之九陽神功》、《倚天屠龍記之聖火雄風》（2022年），星王朝
- 吴樾：《張三丰》（2022年）

## 動漫
- 《天子傳奇6洪武大帝》：設定師承於文天祥，父親為張世傑，擁有最強肉身可隨意轉換年齡，越年長實力越強，同南宋末帝趙昺為君臣關係，於南宋滅亡後同趙昺於太極玄棺修練（此情節明顯違背史實，趙昺實際上於8歲時被蒙古軍逼至崖山，由宰相陸秀夫背負投海身亡），數十年出棺一方面收武當七子為徒創立武當派，另一方面指導朱元璋等人去修練。

## 延伸阅读
[在维基数据编辑]
 《明史卷二百九十九》，出自《明史》
 在维基共享资源阅览影像

## 外部連結
- 朱越利. . 程恭让  (编). . 江苏人民出版社. 2010. ISBN 9787214062611. （原始内容存档于2015年9月24日）.